# Brinon-sur-Sauldre
Brinon-sur-Sauldre là một xã thuộc tỉnh Cher trong vùng Centre-Val de Loire miền trung Pháp.

## Dân số
| 1962                                | 1968 | 1975 | 1982 | 1990 | 1999 | 2006 |
| ----------------------------------- | ---- | ---- | ---- | ---- | ---- | ---- |
| 1224                                | 1332 | 1293 | 1249 | 1107 | 1089 | 1048 |
| Từ năm 1962 Dân số không tính trùng |      |      |      |      |      |      |